# GMO NIKKO
GMO NIKKO株式会社（ジーエムオーニッコウ、英: GMO NIKKO Inc.）は、東京都渋谷区に本社を置く、インターネット広告会社。旧社名は日広及びNIKKO。

## 概要
1992年8月25日創業、2009年8月3日設立。

## 沿革

### 日広・NIKKO（初代）
- 1992年（平成4年）8月 - 有限会社日広設立
- 1995年（平成7年）7月 - 株式会社に組織変更。本社を東京都港区北青山に移転。
- 2003年（平成15年）11月 - 東京都渋谷区神宮前にオフィスを移転。
- 2006年（平成18年）9月 - 株式会社NIKKO（初代）設立。
- 2008年（平成20年）5月 - 第三者割り当てによる新株式発行を実施。GMOインターネットグループに参画し、GMOインターネットの連結子会社となる[4][5] 。
- 2009年（平成21年）
  - 4月 - 東京都渋谷区道玄坂にオフィスを移転。
  - 6月 - 第三者割当増資を実施[6]。
  - 7月 - GMOアドパートナーズ株式をGMOインターネットから譲受[6]。
  - 8月 - グループ広告代理店事業の再編に伴い、NIKKO（初代）から新設分割により株式会社NIKKO（2代目）を設立[6]。NIKKO（初代）はGMOアドホールディングス株式会社に商号変更し、NIKKO（2代目）はGMOアドホールディングスの完全子会社となる[6]。

### NIKKO（2代目）・GMO NIKKO
- 2010年（平成22年）11月 - 親会社の異動により、GMOアドパートナーズ株式会社の100%子会社となる[7]。
- 2011年（平成23年）3月 - 社名をGMO NIKKO株式会社に変更。オフィスを移転[8]。
- 2014年（平成26年）11月 - GMOチャイナコンシェルジュ株式会社（旧・株式会社チャイナ・コンシェルジュ）を吸収合併[9]。
- 2017年（平成29年）
  - 1月 - GMO イノベーターズ株式会社を吸収合併[10][11]。
  - 3月 - 宮崎県にGMO NIKKOアドキャンプ株式会社を設立
  - 12月 - 株式会社シフトワンを子会社化。
- 2018年（平成30年）4月 - GMOユナイトエックス株式会社及びGMOプレイアド株式会社を設立[12]。
- 2019年（平成31年）1月 - GMOパフォーマンス株式会社を設立[13]。
- 2019年（令和元年）12月 - 現在地にオフィスを移転[14]。
- 2024年1月 - GMOアドマーケティング株式会社を吸収合併[15][16]。

## 役員構成
- 代表取締役社長執行役員：佐久間勇
- 取締役会長：橋口誠
- 取締役：伊藤幹高
- 執行役員：竹中正人
- 執行役員：椎名亮
- 執行役員：萩坂拓也
- 執行役員：岡本靖広[17]
- 監査役：菅谷俊彦
- 監査役：吉田伸介

## 関連会社
- GMOユナイトエックス株式会社
- GMOプレイアド株式会社
- GMOパフォーマンス株式会社

## 所属団体
- 一般社団法人 日本インタラクティブ広告協会（JIAA）
- 宮崎市ICT企業連絡協議会